# برج گالیلئو
برج گالیلئو (انگلیسی: Gallileo) ساختمان اداری ۳۸ طبقه مستقر در شهر فرانکفورت است، که پروژه ساخت آن در سال ۲۰۰۰ آغاز شد و در سال ۲۰۰۳ به بهره‌برداری رسید.